# Théodore Simon
Théodore Simon (Digione, 10 luglio 1873 – Parigi, 4 settembre 1961) è stato uno psicologo francese.
Insieme ad Alfred Binet ideò nel 1905 la scala metrica per la valutazione dell'intelligenza Simon-Binet.